# イエローハット

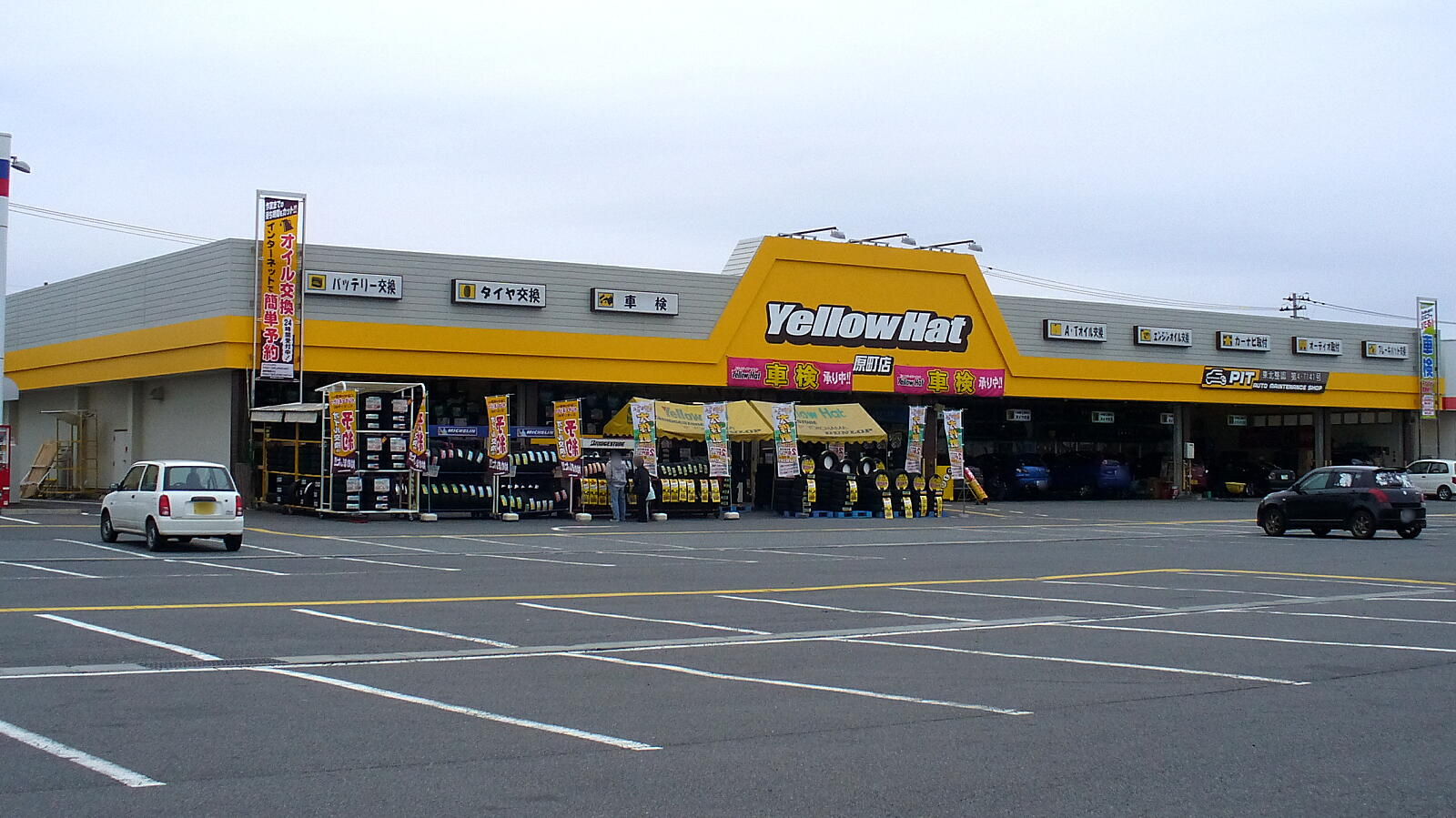
イエローハット原町店
（福島県南相馬市原町区）

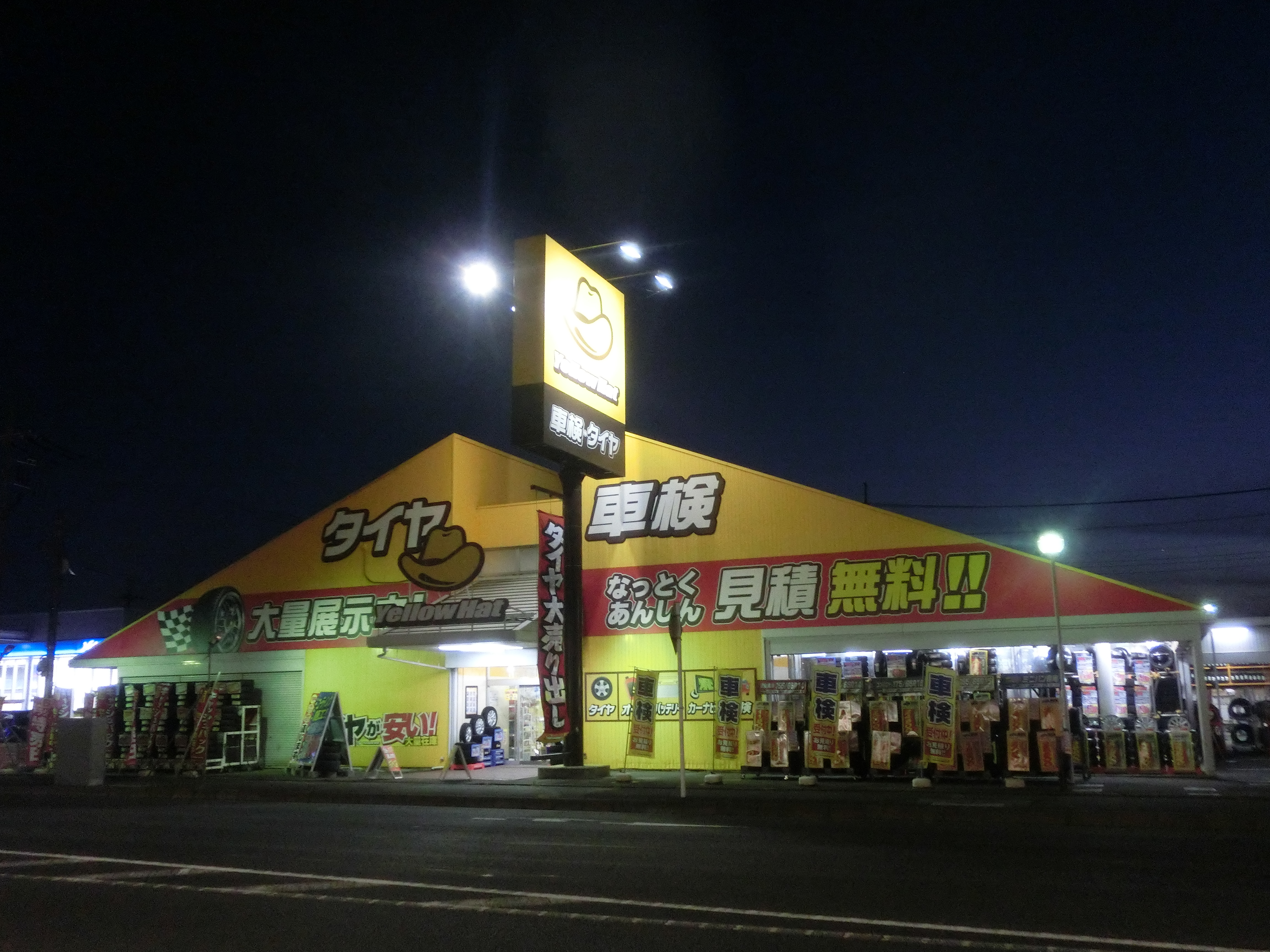
イエローハット野田梅郷店

株式会社イエローハット（英: YELLOW HAT LTD.）は、東京都千代田区に本社を置く日本のカー用品チェーン。東京証券取引所プライム市場上場企業。創業者の鍵山秀三郎は、「日本を美しくする会」の発案・創設者で、社員による清掃活動や企業収益の一部を社会に還元する活動でも知られている。

## 概要
オートバックスと並ぶ、カー用品量販店の大手チェーンであり、海外にも店舗がある。黄色のカウボーイ・ハットがロゴマーク。
社名の由来は公式に「人とクルマの共存」や「交通安全」を願って「通学時に児童がかぶる黄色い帽子」から付けた。中華人民共和国での中国語表記は、そのまま「黄帽子」である。黄色い帽子をかぶったタイヤのような猫のようなマスコットキャラクターが存在する。名前は「ハットにゃん」。かつては緑地に黄色の帽子マークの外観でYellow Hat であったが現在では一部の店舗を除き黄色の外観に統一されている。

### 業態
- イエローハット

標準業態。
- maxイエローハット

イエローハットの大型店で全国各地に展開。スーパーオートバックスと業態が似ているが、書籍やCDなどは扱っていない。
- イエローハット リサイクルマーケット

アップガレージのようにユーザー買取品を中古販売していたが現在は全て閉店。

## 沿革
- 1961年（昭和36年）10月 - 鍵山秀三郎が東京都千代田区麹町において、「ローヤル」創業[2]。
- 1962年（昭和37年）3月 - 株式会社に改組し、株式会社ローヤル設立[2]。
- 1967年（昭和42年）6月 - 東京都千代田区三番町9番地に本店を移転[2]。
- 1975年（昭和50年）11月 - 直営店第1号『イエローハット宇都宮南店』を開設[2]。
- 1976年（昭和51年）8月 - 東京都大田区北千束に本社を移転[2]。
- 1981年（昭和56年）4月 - 株式の額面変更を目的として、休眠会社の嶋田産業株式会社が、（旧）株式会社ローヤルを吸収合併し、（新）株式会社ローヤルに商号変更。
- 1982年（昭和57年）4月 - グループ店第1号『イエローハット鎌ケ谷店』とグループ店契約を締結[2]。
- 1993年（平成5年）- 鍵山秀三郎と賛同者35名による『日本を美しくする会』が発足[2]。
- 1990年（平成2年）12月 - 株式を店頭登録。
- 1995年（平成7年）12月 - 東証第二部に上場。
- 1997年（平成9年）
  - 9月 - 東証第一部に上場
  - 10月 - 株式会社イエローハットに商号変更。
- 1998年（平成10年） - 鍵山秀三郎が社長を退任、相談役に就任する[2]。後任は長男の鍵山幸一郎。
- 2001年（平成13年）
  - 3月 - 東京都目黒区青葉台に本社を移転。
  - 9月 - 台湾に海外第1号店『イエローハット石牌（シーパイ）店』を出店。
- 2008年（平成20年）10月 - 伊藤忠商事の子会社『株式会社アイ・シー・エス』より、『オートテック』『PIT100』10店の譲渡を受ける[注釈 1] 。鍵山秀三郎が相談役を、幸一郎が社長を辞任。社長は常務の堀江康生が昇格。
- 2009年（平成21年）3月 - 東京都中央区日本橋に本社を移転。
- 2012年（平成24年）1月 - 地域営業力の強化策として、7社の子会社を設立し、店舗譲渡を行う。
- 2012年（平成24年）
  - 1月 - 四輪・二輪用品店ドライバースタンドの親会社大西から同社の全株式を取得し、完全子会社化することを発表[5]。
  - 3月 - 株式会社モンテカルロを完全子会社化する[注釈 2]。
  - 4月 - 出光興産株式会社と資本業務提携[6]。
- 2014年（平成26年）
  - 5月 - 株式交換により、株式会社ウィル（現 連結子会社）を完全子会社化。
  - 10月 - イエローハット京丹後峰山店の開店により、イエローハットの国内総数が600店舗となる。
- 2018年（平成30年）6月 - 東京都千代田区岩本町に本社を移転。
- 2020年（令和2年）3月 - 国内738店舗、海外3店舗、総店舗数741店舗となる。
- 2023年（令和5年）9月1日 - 楽天ポイントカードを導入[7]。

## 創業者
創業者の鍵山秀三郎は初めて就職した会社での経験から、トイレ掃除が自分や周囲の意識を変え、会社や社会をも変えるとの信念を持った経営に取り組み、「凡事徹底」を提唱し「物を整理し掃除することは頭を掃除することでもあり、ムダや汚れに気づくようになる」との考えを持つにいたった。その体験談や思想は多くの書籍に集積されている。社員の掃除活動はその後、社外にまで広がりを見せ、会社から半径2.5㎞の道路、公園のごみ拾いに始まり、10種類以上もある資源ごみに細かく分類する作業にまで及んだ。さらに、ごみ専用倉庫を建設したり、企業収益の一部を社会へ還元する動きにまで発展させる。1991年（平成3年）には、鍵山とその賛同者35名による「日本を美しくする会」が発足。掃除実践隊である「掃除に学ぶ会」はその後、全国122か所のほか、中国、台湾、ブラジル、ニューヨークなど海外にまで広がった。

## 不祥事

### 景品表示法違反（有利誤認）
2017年12月1日、2016年8月から11月の新聞折り込みチラシで、カーナビやドライブレコーダーのセール価格の隣に「当店通常価格」を記載していたが、実際には連続でセールを行っていたため、通常の販売価格とは言えず、消費者の選択判断を歪めるとして、景品表示法違反（有利誤認）で消費者庁から再発防止の措置命令を受けた。

## スポンサー
- モータースポーツ
  - F1 - 1991年から1994年までロータスチームをスポンサード。1992年にはテレビコマーシャルに同チームのドライバーであったミカ・ハッキネンとジョニー・ハーバートが起用され出演した。
  - フォーミュラ・ニッポン - 2004年にKONDO Racingのメインスポンサーとなった。
  - SUPER GT - GT500クラスに参戦しているチームのスポンサーをつとめている（2004年から2005年はKRAFT、2006年からハセミモータースポーツ）。
- Jリーグ・鹿島アントラーズのオフィシャルスポンサーでもある。1993年のJリーグ開幕時より、アントラーズ主催試合でスタジアムに広告看板を出している。1995年からはユニフォームへも広告も掲示している（1998年までは左袖、1999年からは背中）ほか、ポイントカード所持者に対して、観戦チケットのプレゼントもある。
- JFN時報 - 90年代から、平日の17:00〜19:00に放送。JFN系列
- 情報プレゼンター とくダネ! - 過去の番組スポンサー
- SMAP×SMAP - 過去の番組スポンサー
- クイズ!ヘキサゴンII - 過去の番組スポンサー
- 水曜スペシャル（フジテレビ系列、2011年10月 - 12月水曜夜7時）
- お早うネットワーク（ニッポン放送・NRN系列、2012年2月〜9月まで提供）
- NRNナイター（ニッポン放送・NRN系列） - 金曜枠にて提供。
- 安東弘樹 Let’s Go Friday（ニッポン放送・NRN系列） - 2020年10月期のみ提供。
- ナインティナインのオールナイトニッポン（ニッポン放送・NRN系列） - エンディングの協力スポンサー。
- うどうのらじお（ニッポン放送）
- 簡易恋愛プログラム 宮川賢のデートの時間でそ?!（TBSラジオ・JRN系列） - 関東ローカルにて提供。
- 金曜ロードSHOW!（日本テレビ系列）
- ネプリーグ（フジテレビ系列） - 2015年4月から提供。
- 1億人の大質問!?笑ってコラえて!（日本テレビ系列） - 2024年4月から提供。金曜ロードショー降板後の移動。

### CM
「タイヤで選ぶならイエローハット!」でお馴染みのCM出演者
2012年
- 黒田有彩、伊藤梨沙子、相楽樹

2016年
- 西野実見、千田絵民、安田早紀

2017年
- 明星あゆみ（ピアノ）、三浦優奈（ウッドベース）、永井里菜（真ん中で開脚）

2018年
- 永井里菜、川村海乃、保﨑麗

2019年
- 永井里菜、川村海乃、片岡沙耶

## グループ企業・フランチャイズ企業

### グループ企業
連結子会社
- 株式会社ひがし北海道イエローハット- カー用品販売業（本社・北海道札幌市：2016年7月設立）
- 株式会社北海道イエローハット - カー用品販売業（本社・北海道札幌市：2011年8月設立）
- 株式会社苫小牧イエローハット - カー用品販売業（本社・北海道苫小牧市：1992年7月設立）
- 株式会社山形イエローハット -（旧・株式会社ベストウイング） - カー用品販売業（本社・山形県新庄市：1985年10月設立）
- 株式会社越後イエローハット - カー用品販売業（本社・新潟県新潟市：2012年1月設立）
- 株式会社栃木イエローハット -（旧・株式会社アップル） - カー用品販売業（本社・栃木県宇都宮市：1990年2月設立）
- 株式会社群馬イエローハット -（旧・株式会社リーディング） - カー用品販売業（本社・埼玉県）
- 株式会社埼玉イエローハット -（旧・株式会社プロテック） - カー用品販売業（本社・埼玉県戸田市：2011年2月設立）
- 株式会社千葉イエローハット -（旧・株式会社トム） - カー用品販売業（本社・千葉県：2014年7月設立）
- 株式会社東東京イエローハット - カー用品販売業（本社・東京都足立区：2017年2月設立）
- 株式会社西東京イエローハット - カー用品販売業（本社・東京都東大和市：2012年6月設立）
- 株式会社神奈川イエローハット -（旧・株式会社SLP） - カー用品販売業（本社・神奈川県横浜市：2012年1月設立）
- 株式会社山梨イエローハット - カー用品販売業（本社・山梨県笛吹市：2012年1月設立）
- 株式会社静岡イエローハット - カー用品販売業（本社・静岡県静岡市：2012年1月設立）
- 株式会社愛知イエローハット -（旧・株式会社ギャラック） - カー用品販売業（本社・愛知県一宮市：1973年10月設立）
- 株式会社東海イエローハット - カー用品販売業（本社・愛知県刈谷市：2014年7月設立）
- 株式会社三河イエローハット - カー用品販売業（本社・愛知県岡崎市：2018年1月設立）
- 株式会社岐阜イエローハット - （旧・株式会社ホップス） - カー用品販売業（本社・岐阜県多治見市：1995年4月設立）
- 株式会社福井イエローハット - カー用品販売業（本社・福井県鯖江市：2016年1月設立）
- 株式会社京都イエローハット - カー用品販売業（本社・京都府京都市：2013年6月設立）
- 株式会社アクティブ - カー用品販売業（本社・京都府）
- 株式会社近江イエローハット - カー用品販売業（本社・滋賀県長浜市：2018年12月設立）
- 株式会社大阪イエローハット - カー用品販売業（本社・大阪府東大阪市：2012年1月設立）
- 株式会社兵庫イエローハット - カー用品販売業（本社・兵庫県神戸市：2012年1月設立）
- 株式会社四国イエローハット - カー用品販売業（本社・香川県高松市：2012年1月設立）
- 株式会社ライブリィ - カー用品販売業（本社・岡山県）
- 株式会社広島イエローハット -（旧・株式会社モンテカルロ） - カー用品販売業（本社・広島県：1975年4月設立）
- 株式会社山口イエローハット - カー用品販売業（本社・山口県山口市：2007年9月設立）
- 株式会社長崎イエローハット - カー用品販売業（本社・長崎県西彼杵郡時津町：2010年2月設立）
- 株式会社プロフィ・オート - カー用品販売業（本社・福岡県）
- 株式会社福岡イエローハット -（旧・株式会社イッシン） - カー用品販売業（本社・福岡県大野城市：1985年10月設立）
- 株式会社大分イエローハット - カー用品販売業（本社・大分県大分市：1985年10月設立）
- 株式会社鹿児島イエローハット - カー用品販売業（本社・鹿児島県鹿児島市：2023年7月1日子会社化）
- 株式会社沖縄イエローハット - カー用品販売業（本社・沖縄県那覇市：2016年1月設立）
- 株式会社ジョイフル - カー用品販売業（本社・宮城県：1977年3月設立）
- 株式会社イエローハット・ファイナンス - コンサルティング業と金融業（本社・東京都中央区）
- 株式会社2りんかんイエローハット - オートバイ用品店「2りんかん」の運営（本社・東京都中央区）
- 株式会社バイク館・イエローハット (旧SOX・イエローハット） - バイク販売店「SOX」（ソックス）の運営（本社・埼玉県川口市）
- 株式会社トレッド・イエローハット - 中古カー用品販売業（本社・神奈川県）
- 株式会社山陰イエローハット - カー用品販売業（本社・島根県出雲市：2016年11月設立）
- 溝ノ口自動車株式会社 - 自動車の整備及び修理業（神奈川県川崎市宮前区：2020年10月株式取得）
- 株式会社モアグリップ - （旧・株式会社イーモア）- 床等の防滑施工（本社・静岡県浜松市：2011年9月設立：2022年11月株式取得）
- 株式会社ワイ・インターナショナル - スポーツサイクルチェーン店「ワイズロード」の運営（2025年1月31日株式取得）[10]

持分法適用会社
- 株式会社ホットマン - カー用品販売業（本社・宮城県仙台市）

非連結子会社
- 株式会社オカヤマイエローハット

### かつてのグループ企業
- 株式会社イエローハットセールス - 債務超過により会社清算（2007年9月30日に清算）。
- 株式会社ホームセンターサンコー - 保有している同社株式82.5%をDCM Japanホールディングス株式会社に譲渡（2008年6月2日に譲渡）。

### フランチャイズ企業
- 株式会社函館イエローハット - カー用品販売業（本社・北海道）
- 株式会社イエローハットいわき - カー用品販売業（本社・福島県いわき市）
- 株式会社秋田イエローハット  -（旧・株式会社アルビス）- カー用品販売業（本社・秋田県）
- 株式会社青森イエローハット - カー用品販売業（本社・青森県）
- 新潟イエローハット株式会社 - カー用品販売業（本社・新潟県）
- 株式会社西埼玉イエローハット - カー用品販売業（本社・埼玉県）
- 株式会社渡良瀬イエローハット - カー用品販売業
- 株式会社南茨城イエローハット - カー用品販売業
- 株式会社湘南イエローハット - カー用品販売業
- 株式会社遠州イエローハット - カー用品販売業
- 株式会社尾張イエローハット - カー用品販売業（本社・愛知県）
- 株式会社三重イエローハット - カー用品販売業（本社・三重県）
- 株式会社和歌山イエローハット - カー用品販売業（本社・和歌山県）
- 滋賀イエローハット株式会社 - カー用品販売業（本社・滋賀県）
- 株式会社徳島イエローハット - カー用品販売業（本社・徳島県）
- 株式会社広島あすかイエローハット - カー用品販売業（本社・広島県）
- 株式会社山陽イエローハット - カー用品販売業（本社・広島県広島市中区）
- 株式会社南九州イエローハット - カー用品販売業（本社・熊本県熊本市中央区）
- 株式会社佐賀イエローハット - カー用品販売業（本社・佐賀県鳥栖市）

## その他
- ソフト99コーポレーション99工房（メインで扱っているDIY補修用品シリーズ）